# منحرف‌شده
منحرف‌شده (انگلیسی: Sidetracked) یک فیلم کمدی صامت کوتاه به کارگردانی ویلارد لوئیس است که در سال ۱۹۱۶ منتشر شد. از بازیگران این فیلم می‌توان به اولیور هاردی و بیلی روژ اشاره کرد.